# Итальянский институт культуры в Варшаве
Итальянский институт культуры в Варшаве (итал. Istituto Italiano di Cultura di Varsavia, пол. Włoski Instytut Kultury w Warszawie) — итальянское учреждение культуры, основанное в 1934 году в Варшаве.
Институт является структурным подразделением Министерства иностранных дел Италии и действует в Польше на основании польско-итальянских соглашений от 1985 и 2005 годов.

## Миссия и деятельность
Миссия Института заключается в популяризации итальянского языка, культуры и искусства в Польше.
Институт сотрудничает с варшавскими музеями, театрами, в том числе с музеем Королевский замок, Национальной филармонией, Большим театром — Национальной оперой, Дворцом культуры и науки, с учреждениями Министерства культуры и национального наследия Польши, а также с культурными центрами, расположенными в других городах — Лодзи, Люблине, Познани, Гданьске и Торуне.
Институт организует различные встречи и культурные мероприятия с целью продвижения итальянской культуры в Польше.
Кроме того, Институт занимается организацией приема в итальянские школы и университеты, проведением языковых курсов, выделением стипендий для польских граждан от правительства Италии для финансирования обучения и стажировок в итальянских университетах и образовательных центрах.
В структуре Института работает библиотека.
С 2001 года Институт располагается в здании по улице Маршалковской, 72 (пол. ul. Marszałkowska 72), в так называемой Каменице Таубенхауса (пол. Kamienica Taubenhausa). Здание было построено в 1898 году по проекту известного польского архитектора Эдварда Голдберга. В 1965 году здание было внесено в официальный Реестр памятников Варшавы (регистрационный номер 709 от 1.07.1965 г.).
Директором Института является Roberto Cincotta.